# UCI Coupe des Nations U23 2008
L'UCI Coupe des Nations U23 2008 est la deuxième édition de l'UCI Coupe des Nations U23. Elle est réservée aux coureurs d'équipes nationales de moins de 23 ans.

## Résultats
| Date             | Nom de l'épreuve                 | Pays     | Vainqueur          | Deuxième        | Troisième          | Leader (nations) |
| ---------------- | -------------------------------- | -------- | ------------------ | --------------- | ------------------ | ---------------- |
| 28-30 mars       | Grand Prix du Portugal           | Portugal | Vitor Rodrigues    | Anthony Roux    | Rein Taaramäe      | Portugal         |
| 12 avril         | Tour des Flandres espoirs        | Belgique | Gatis Smukulis     | Jérôme Baugnies | Jan Ghyselinck     | France           |
| 16 avril         | Côte picarde                     | France   | Kristjan Koren     | Simon Clarke    | Nico Keinath       | Portugal         |
| 19 avril         | ZLM Tour                         | Pays-Bas | Jacopo Guarnieri   | John Degenkolb  | Pierpaolo De Negri | Portugal         |
| 26 avril-1er mai | Tour des régions italiennes      | Italie   | Vitaliy Buts       | Rui Costa       | Kristjan Koren     | Portugal         |
| 5-8 juin         | Coupe des nations Ville Saguenay | Canada   | Thomas Vedel Kvist | Rui Costa       | Alfredo Balloni    | Portugal         |
| 5-14 septembre   | Tour de l'Avenir                 | France   | Jan Bakelants      | Rui Costa       | Arnold Jeannesson  | Portugal         |

### Classement par nations
| Pos. | Pays      | Points |
| ---- | --------- | ------ |
| 1    | Portugal  | 145    |
| 2    | Italie    | 107    |
| 3    | France    | 100    |
| 4    | Belgique  | 83     |
| 5    | Allemagne | 79     |
| 6    | Slovénie  | 70     |
| 7    | Danemark  | 67     |
| 8    | Russie    | 67     |
| 9    | Australie | 55     |
| 10   | Pays-Bas  | 42     |